# Pryor Creek
Pryor Creek é uma cidade localizada no estado norte-americano de Oklahoma, no Condado de Mayes.

## Demografia
Segundo o censo norte-americano de 2000, a sua população era de 8659 habitantes.
Em 2006, foi estimada uma população de 9294, um aumento de 635 (7.3%).

## Geografia
De acordo com o United States Census Bureau tem uma área de
16,9 km², dos quais 16,8 km² cobertos por terra e 0,1 km² cobertos por água.

## Localidades na vizinhança
O diagrama seguinte representa as localidades num raio de 16 km ao redor de Pryor Creek.